# Chiesa di San Leonardo (Fagagna)
La chiesa di san Leonardo è un edificio religioso, ora sconsacrato, di Fagagna, in Borgo Riolo. La chiesetta risale molto probabilmente alla fine del XIV o all'inizio del XV secolo. All'inizio dell'Ottocento, con le soppressioni napoleoniche, la chiesa fu sconsacrata e fu utilizzata come pagliaio fino ad alcuni decenni or sono. Attualmente è di proprietà del Comune, che ne ha curato il restauro.

## Storia
La chiesetta sorge lungo l'antico tratto della strada romana che attraversava il territorio di Fagagna, denominata Via per compendium Concordia-mansio Ad Silanos. L'edificio viene citato per la prima volta in un lascito testamentario del 14 marzo 1456, anche se la sua costruzione dovrebbe risalire alla seconda metà del Trecento, come è testimoniato dalla datazione degli affreschi interni. Fin dalle origini apparteneva alla Confraternita di San Leonardo, attiva nell'area fagagnese.
In periodo napoleonico la chiesa fu acquisita dal Regno e nel 1820 venne utilizzata come prigione.

## Interno
La chiesa si presenta come un edificio ad un unico vano a pianta rettangolare e tetto a capanna, copertura in coppi e travatura in legno. In facciata si ha un portale ad arco ogivale sostenuto da piedritti in pietra.
Sulla parete destra sono presenti affreschi che narrano le storie di San Leonardo:
- Nascita del principe;
- Incontro con re Clodoveo;
- Fondazione del Monastero;
- San Leonardo libera i prigionieri.

I primi tre affreschi sono ancora legati alla maniera tardo-vitalesca, fiorente in Friuli verso la fine del XIV secolo, mentre per il quarto è stata proposta l'attribuzione a Domenico Lu Domine e a Antonio Baietto, artisti già più maturi e legati alle innovazioni stilistiche quattrocentesche, artisti che, inoltre, risultano presenti a Fagagna verso il 1413.
| Opera | Titolo                            | Data            | Note |  |
| ----- | --------------------------------- | --------------- | ---- |  |
|       | Nascita del principe              | 1350 circa      |      |  |
|       | Incontro con re Clodoveo          | 1350 circa      |      |  |
|       | Fondazione del Monastero          | 1350 circa      |      |  |
|       | San Leonardo libera i prigionieri | 1400-1415 circa |      |  |

### Controfacciata

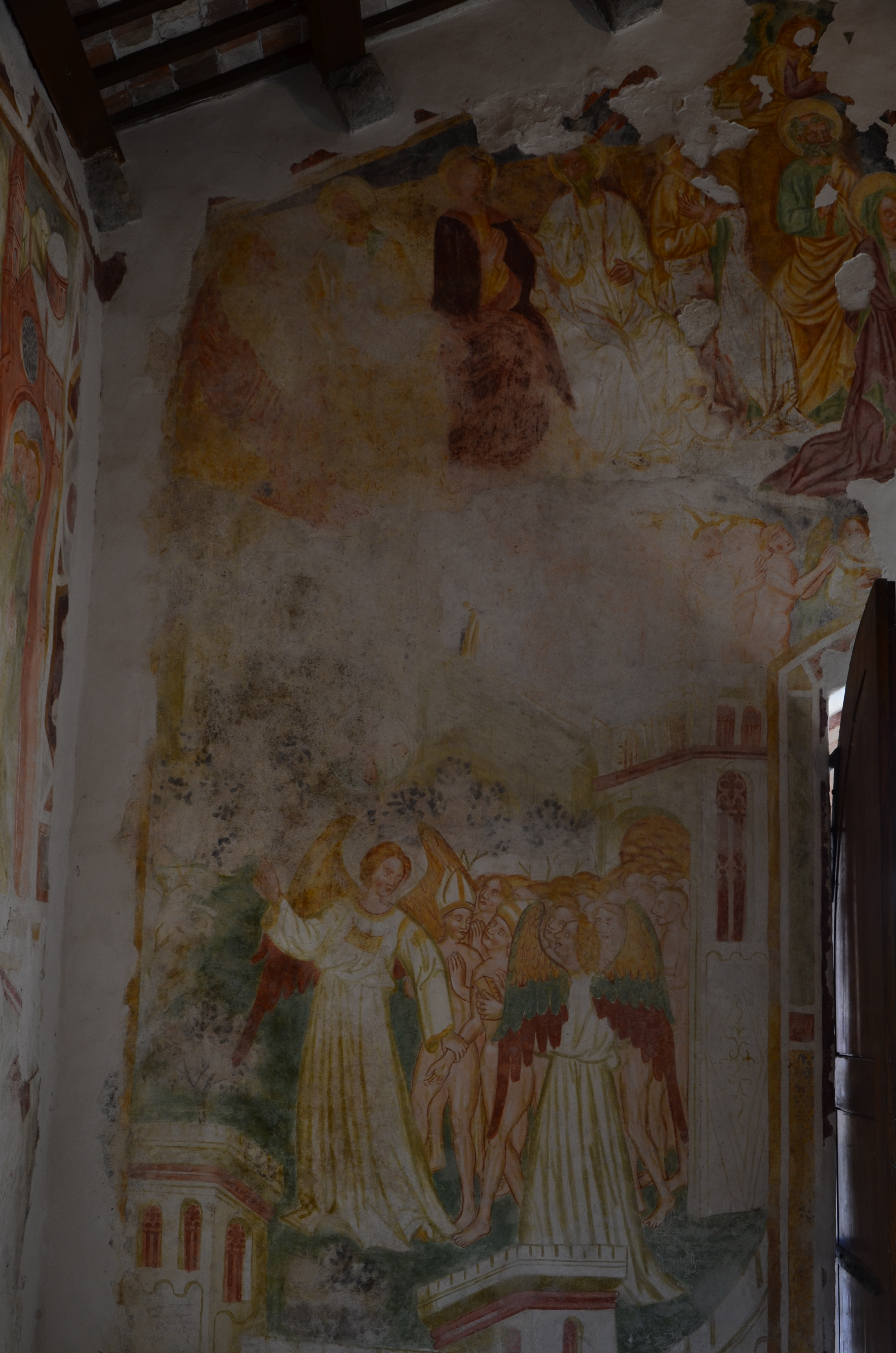

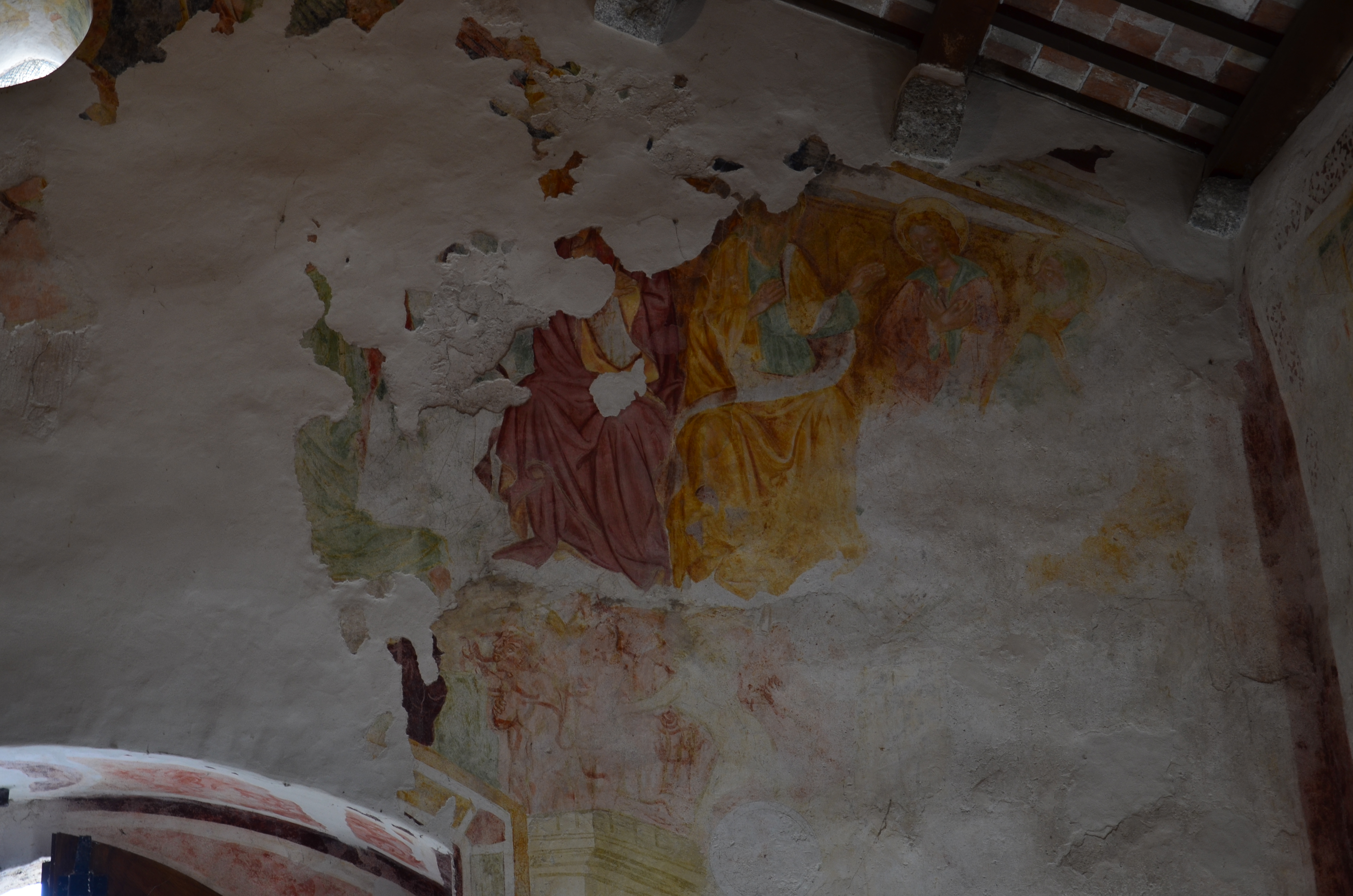